# NetBIOS
NetBIOS is de afkorting voor Network Basic Input Output System. NetBIOS is een datacommunicatieprotocol waarmee systemen binnen een LAN met elkaar kunnen communiceren. Het is ongeschikt voor het internet, aangezien routers dit protocol niet kunnen doorsturen. Om NetBIOS toch te gebruiken over het internet moet het verpakt worden in het TCP/IP protocol. NetBIOS wordt tegenwoordig niet of nauwelijks meer gebruikt.

## Geschiedenis
NetBIOS werd ontwikkeld door Sytec Inc. voor IBM in 1983. Het was bedoeld voor kleine netwerken; slechts 80 computers konden er tegelijk verbonden worden.

## Gebruik
NetBIOS wordt gebruikt om:
- Computers in een netwerk een naam te geven
- Connecties tussen computers te maken
- Boodschappen rond te zenden

SMB is een service om netwerkbronnen (printers, bestanden..) te delen. Deze draait boven op de NetBIOS laag. Dit wordt vooral door Windows computers gebruikt.

## Namen
NetBIOS kent een zelfgekozen naam toe aan een computer. Per netwerk mag elke naam slechts 1 keer voorkomen. Namen zijn 15 of 16 letters lang.

## Connecties
Connecties kunnen worden geopend door dit aan te vragen bij de doelcomputer door de broncomputer. Als er een connectie geopend is, kunnen er gegevens verstuurd worden tussen 2 computers.

## Boodschappen
Boodschappen kunnen worden verstuurd naar een of meer computers op het netwerk zonder eerst een connectie te openen. Men kan ook een boodschap sturen naar alle computers op het netwerk.